# Apistogramma trifasciata
Apistogramma trifasciata é uma espécie de peixe de água doce da família Cichlidae.
Apistogramma: do apisto grego que significa “inconstante, instável” e gramma que significa “linha” em referência à linha lateral típica das espécies.  
Trifasciata: do “tri” prefixo que significa “três” e “fasciata” que tem amplo significado, sendo que no caso, faz referência ao padrão de bandas de cores desta espécie.